# Ковалёв, Александр Митрофанович
Алекса́ндр Митрофа́нович Ковалёв (22 мая 1923 года, г. Милославичи (ныне Климовичский район) — 23 декабря 2010, Москва) — советский и российский учёный-философ, специалист по политической и социальной философии, научному коммунизму. Доктор философских наук (1963), профессор, заслуженный деятель науки РСФСР (1983). Подготовил более 120 кандидатов наук. Автор более 350 научных трудов, в том числе 28 монографий. Лауреат Ломоносовской премии (1976).

## Биография
«Занятия научным коммунизмом помогли мне сделать ещё один важный вывод о том, что у нас построен не социализм, а антикапиталистическое общество с пережитками азиатских структур, решающее по существу те же задачи, что в странах Запада решал капитализм» (А. М. Ковалёв).
Родился в семье крестьянина; младший брат философа С. М. Ковалёва.
В 1940 году поступил на 1-й курс философского факультета МИФЛИ. С октября 1941 г. курсант Подольского Военно-пехотного училища, окончил учёбу в Иваново в июне 1942 года. Участник Сталинградской и Курской битв, освобождения Украины, Молдавии, Румынии, Югославии, Венгрии, Австрии. Демобилизован в звании старшего лейтенанта в мае 1946 года. В том же году восстановился на философском факультете МГУ, окончил его в 1949 г., аспирантуру там же в 1952 году. Кандидат наук (1952, диссертация «Ленинско-сталинская теория социалистической революции и её значение для борьбы народных масс за демократию и социализм»). С 1952 года преподавал в Московском университете.
В 1962 году возглавил первую в стране кафедру научного коммунизма, созданную при его непосредственном участии, в 1963 году защитил докторскую диссертацию «Ленинская теория социалистической революции и современность». На протяжении 30 лет руководил отделением научного коммунизма философского факультета МГУ, переименованного впоследствии в отделение социально-политических наук. На отделении были представлены кафедра мирового коммунистического движения, кафедра теории коммунистического воспитания, кафедра социологии и кафедра истории социалистических учений, а также лаборатория. Впоследствии на базе кафедр социологии и коммунистического воспитания был создан социологический факультет МГУ. После 1989 года с образованием отделения политологии на философском факультете являлся его ведущим профессором. Заслуженный профессор Московского университета (1998).
В 2008 году перешёл на новообразованный факультет политологии МГУ, где продолжил научно-педагогическую деятельность в должности профессора кафедры истории и теории политики.
Скончался 23 декабря 2010 года на 88 году жизни.

## Награды
- орден Отечественной войны II степени
- орден Красной Звезды
- орден «За храбрость» (Болгария)
- орден «Знак Почёта»
- медаль «За трудовую доблесть»

## Научные труды

### Монографии
- Общество и законы его развития. — М.: Издательство МГУ, 1975.
- Диалектика способа производства общественной жизни. — М.: Мысль, 1982.
- Социализм и закономерности общественного развития. — М.: Изд-во МГУ, 1982.
- Что же такое социализм?: сущность, историческое место, проблемы и перспективы. — М.: Мысль, 1991.
- Целостность и многообразие мира: философские размышления. — М., 1996.
- Философия природы и общества: идей, размышления, гипотезы. Человек — продукт природы и основа социума. — М., 2000.
- Способ духовного производства в структуре общества. — М., 2001.
- Законы истории и облик современного мира: идеи, размышления, гипотезы. — М., 2003.
- Промышленная цивилизация и судьба России. Идеи, размышления, гипотезы. — М.: Изд-во «ЧеРо», 2003.
- Справедливое общество — утопия или возможность: идеи, размышления, гипотезы. — М., 2005.
- Принципы новой философии: идеи, размышления, гипотезы. — М., 2006.

### Статьи
- Ковалёв А. М. Научный коммунизм // Философский энциклопедический словарь / Гл. редакция: Л. Ф. Ильичёв, П. Н. Федосеев, С. М. Ковалёв, В. Г. Панов. — М.: Советская энциклопедия, 1983. — С. 411-413. — 840 с. — 150 000 экз.